# Smilium scorpio
Smilium scorpio is een rankpootkreeftensoort uit de familie van de Calanticidae. De wetenschappelijke naam van de soort is voor het eerst geldig gepubliceerd in 1892 door Aurivillius.